# Psszt, a mi titkunk!
A Psszt, a mi titkunk! az osztrák Thomas Brezina népszerű tini-regény sorozata.
Három lányról szól: a kövérkés Bixről, a vidám Krissiről, és a vékonyka Vanessáról. Az ő városuk teljesen átlagosnak tűnik. Ők maguk is teljesen átlagos lányoknak tűnnek, de nem azok! A Városháza pincéjében lakik Alexa, a kövér, több száz éves béka. Szivarokat szív és csipszet zabál. A város alatt állítólag kristályok lapulnak, amik földönkívülieket, kísérteteket, boszikat, vérfarkasokat és vámpírokat vonzanak oda. A három csajszi szörnyvadász, és őket Alexa irányítja, figyelmezteti, ha újabb rémséget kell eltüntetni.

## A sorozat kötetei magyarul
Pssszt! A mi titkunk; ford. Sütő Gyöngyi; Deák/Tudatos Lépés Kft., Pápa, 2003–2011
- 1. Az éjféli parti; Deák, Pápa, 2003
- 2. A titokzatos hódoló; Deák, Pápa, 2004
- 3. Legyek jó..., de hogyan?; Deák, Pápa, 2004
- 4. Ami tilos, az roppant szórakoztató; Deák, Pápa, 2004
- 5. A szülőkkel csak a baj van!; Deák, Pápa, 2004
- 6. Szemüveg és fogszabályzó! Mi jöhet még?; Deák, Pápa, 2004
- 7. A különös új lány; Deák, Pápa, 2005
- 8. Csokifagyi ketchuppal; Deák, Pápa, 2005
- 9. A hárpia nagynéni; Deák, Pápa, 2005
- 10. Le a kilókkal!; Deák, Pápa, 2005
- 11. Menő cuccok? Jöhetnek!; Deák, Pápa, 2006
- 12. Rossz jegyet adni tilos!; Deák, Pápa, 2006
- 13. Fiúk! Irány a Hold!; Deák, Pápa, 2006
- 14. Hugicám, a szörnyeteg; Deák, Pápa, 2007
- 15. Szépségvarázslat; Deák, Pápa, 2007
- 16. Zongoranyúzó; Deák, Pápa, 2007
- 17. Hű, ez nagyon ciki!; Deák, Pápa, 2008
- 18. Jótündér kerestetik; Deák, Pápa, 2008
- 19. Segítség, hercegnő lettem!; Deák, Pápa, 2008
- 20. Totál bepasiztunk!; Deák, Pápa, 2008
- 21. Álomszerep – álomherceggel; Deák, Pápa, 2009
- 22. Szellemcsók az osztálykiránduláson; Deák, Pápa, 2009
- 23. A hétpecsétes titkok naplója; Deák, Pápa, 2009
- 24. Hajrá, lányok, még egy gólt!; Tudatos Lépés Kft., Pápa, 2010
- 25. Tanár-távirányító; Tudatos Lépés Kft., Pápa, 2011